# 人民之声报 (阿尔巴尼亚)
人民之声报是阿尔巴尼亚的一份线上报纸，曾是阿尔巴尼亚劳动党与阿尔巴尼亚社会党的党报，2015年停止线下印刷，成为独立在线刊物。

## 历史和简介
人民之声报成立于1942年8月25日，日后成为阿尔巴尼亚劳动党中央委员会第一书记的恩维尔·霍查是该报首任编辑。1946年阿尔巴尼亚人民共和国建立后，该报成为阿尔巴尼亚的官方报纸，是劳动党的新闻和政治宣传机构；该报的最后一页以英文出版。1991年6月，劳动党改组为阿尔巴尼亚社会党，该报仍留作社会党党报。
1990年代初，人民之声报的发行量达到两万份，是阿尔巴尼亚第二畅销的报纸。 2002年，该报的发行量为5167份。2005年，该报发行量上升至35000份，成为该国第一大报。
2015年11月，时任阿尔巴尼亚社会党主席埃迪·拉马决定停止人民之声报的线下印刷，报纸将作为一个独立于社会党的在线信息网站持续存在。